# Habenaria robusta
Habenaria robusta  (лат.) — вид однодольных растений рода Поводник (Habenaria) семейства Орхидные (Orchidaceae). Под текущим таксономическим названием был описан австрийским ботаником Фридрихом Вельвичем в 1867 году.
Синонимичное название — Bilabrella robusta (Welw. ex Rchb.f.) Szlach. & Kras-Lap..

## Распространение и среда обитания
Эндемик Анголы.

## Ботаническое описание
Клубневой геофит. Стебель высотой около 1,2 м, густо покрыт широкими прямостоячими остроконечными листьями продолговато-яйцевидной формы.
Соцветие кистевидное, несёт большое количество цветков среднего размера с линейной остроконечной губой.